# Roland Young
Roland Young (født 11. november 1887, død 5. juni 1953) var en engelsk teater- og filmskuespiller.